# Schwarzweiße Maskenzikade

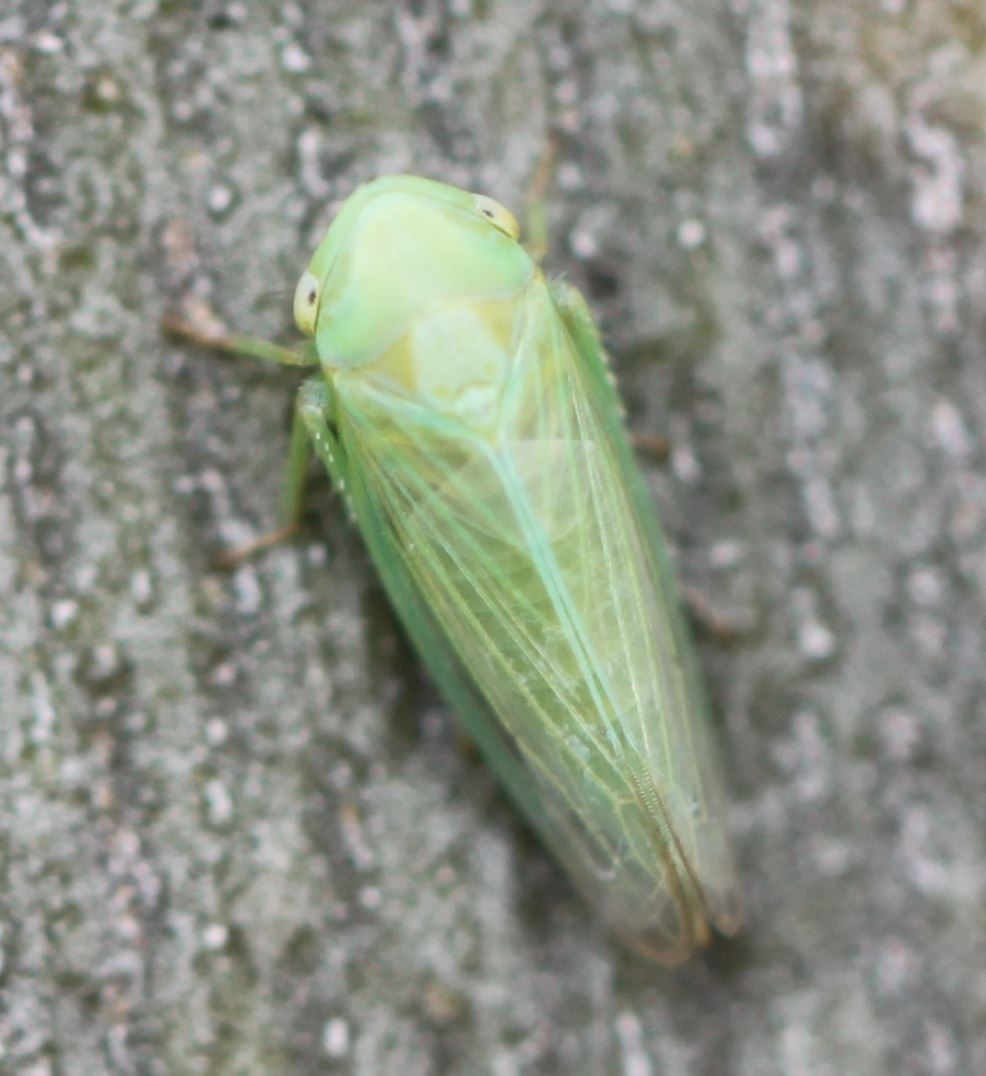
Dorsalansicht

Die Schwarzweiße Maskenzikade (Macropsis albae) ist eine Zwergzikade aus der Unterfamilie der Maskenzikaden (Macropsinae). Sie wurde im Jahr 1950 von Wilhelm Wagner erstbeschrieben. Sie ist eine von drei Macropsis-Arten in Mitteleuropa, welche die Silber-Weide als Wirtspflanze nutzt. Die beiden anderen sind Macropsis gravesteini und Macropsis najas.

## Merkmale
Die Zikaden werden 4,6 bis 5,3 Millimeter lang. Sie sind grün gefärbt. Es gibt zwei häufige Farbmorphe:
- albae – Flügel ohne Dunkelzeichnung; Marginalfleck fehlt; Scutellarfleck vorhanden oder fehlend; Gesicht nur mit Apikalfleck[1]
- lankzkei – Die Oberseite weist Latestriata-Streifen auf; der Clavus ist bis zur zweiten Axillarader häufig dunkel gefärbt; der Apikalfleck ist vorhanden oder fehlt; Der Discoidalfleck ist bei den Männchen manchmal angedeutet, keine weiteren Flecke[1]

## Vorkommen
Die Schwarzweiße Maskenzikade ist in Mittel- und Südeuropa verbreitet. Sie fehlt in Skandinavien. Im Norden reicht das Vorkommen bis nach England, Benelux und das Baltikum, im Süden bis auf die Iberische Halbinsel. Im Osten reicht das Vorkommen bis nach Asien. In der Nearktis (Nordamerika) kommt die Art offenbar ebenfalls vor.

## Lebensweise
Die Imagines beobachtet man von Ende Mai bis Ende August. Die Art bildet eine Generation im Jahr und überwintert im Eistadium. Die Schwarzweiße Maskenzikade ernährt sich monophag von der Silber-Weide. Die Larven und Imagines saugen an den Blättern der Wirtspflanze. Die Zikaden-Art gilt in Deutschland als ungefährdet.